# Enrique Piñeyro Queralt
Enrique Piñeyro de Queralt, novè marquès de la Mesa de Asta (Madrid, 28 de maig de 1898 - 6 de maig de 1960) va ser un aristòcrata barceloní imposat com a president del FC Barcelona en dues ocasions (1940-1942 i 1942-1943), a la fi de la Guerra Civil espanyola, per les noves autoritats franquistes.

## Biografia
Membre d'una família aristòcrata, el seu pare, Lorenzo Piñeyro y Fernández de Villavicencio, era Gran d'Espanya, X marquès de Bendaña, VIII Marquès de la Mesa de Asta -títol que li va cedir el 1922-, vescomte de Centenera, Coronel de l'Estat Major i ajudant de camp de l'Infant Carles de Borbó-Dues Sicílies. La seva mare, Maria Dominga de Queralt y Fernández de Maquieira, era III marquesa de Bonanaro i II comtessa de Torralba de Aragón.
Seguint els passos del seu pare, va fer carrera militar. Va ingressar com a cavaller a la Reial Mestrança de Granada. Abans de la Guerra Civil Espanyola va ser tinent de cavalleria, primer al regiment Hússars de la Princesa a Madrid i posteriorment en el de Dracs de Sant Jaume, a Barcelona. Va fixar la seva residència a la capital catalana, després de contreure matrimoni al Masnou el 8 d'octubre de 1924 amb Maria de la Pau Fabra i de Monteys, filla dels marquesos del Masnou. L'any 1933 va participar en l'executiva de Dreta de Catalunya, partit adscrit a Renovació Espanyola que va concórrer a les eleccions generals d'aquest any per la circumscripció de Barcelona, formant el Bloc Nacional de Dretes.
Amic íntim del general José Moscardó e Ituarte, Piñeyro va lluitar en el bàndol nacional durant la guerra civil espanyola. No havia tingut mai cap vinculació amb el barcelonisme, ni tenia carnet de soci i ni tan sols havia vist un partit de futbol, però gràcies a les seves bones relacions fou nomenat president del F.C. Barcelona. Piñeyro va anul·lar els articles dels estatuts del club contraris al nou règim i fins i tot va eliminar la senyera de l'escut del club. Els nous estatuts van estar vigents fins a la reforma d'Agustí Montal i Galobart el 1950. Alhora, es va envoltar de barcelonistes de soca-rel tot i que addictes al franquisme, com l'advocat i capità de l'exèrcit Javier de Mendoza Arias-Carvajal i Juan Agustí Peypoch (germà d'Ignasi Agustí Peypoch).
Un dels primers actes de la seva administració va ser la campanya contra la prohibició de sis anys imposada pel règim de Franco als esportistes exiliats que tornaven a Espanya. Això va permetre tornar al club a diversos exjugadors del FC Barcelona, com Domènec Balmanya i Perera i Josep Escolà i Segalés. Aquests reforços es van mostrar eficaços durant la temporada 1941-1942, en la qual l'equip entrenat per Joan Josep Nogués Portalatín va obtenir la Copa del Generalísimo, després de derrotar l'Athletic de Bilbao per 4-3 l'any 1942. Tanmateix en la lliga va fer un mal paper i va estar a punt de perdre la categoria, cosa que va evitar després de guanyar la promoció contra el Real Murcia.
Després de dos anys i quatre mesos en el càrrec, el 13 d'agost del 1942, Piñeyro va presentar la seva dimissió argumentant que ja havia complert els seus objectius. La Federació Catalana li va acceptar la renúncia, però els màxims organismes estatals es van pronunciar en sentit contrari i al cap d'un mes, va haver de tornar a la presidència en un segon mandat que es va allargar fins al 20 d'agost del 1943. En el campionat de Lliga d'aquell any l'equip va acabar tercer. Després del vergonyós 11 a 1 que el Barça va encaixar a Chamartín, en la tornada de la semifinal de Copa jugada el 13 de juny de 1943, Piñeyro va dimitir novament, aquest cop de forma irrevocable.
Cal esmentar també que durant la seva presidència es van ampliar els laterals i els gols del camp de les Corts i s'hi va construir una pista de bàsquet. A més, també es van crear les seccions de beisbol, ciclisme i handbol.